# Данилин, Владимир Николаевич (иллюзионист)
Влади́мир Никола́евич Дани́лин (4 сентября 1951, Гамовка, Тульская область — 30 декабря 2024, Пермь) — советский и российский иллюзионист, педагог. Народный артист РСФСР (1990), лауреат Премии Ленинского комсомола (1986).

## Биография
В 1973 году был принят на работу в Пермскую областную филармонию в качестве артиста оригинального жанра. В 1976 году окончил Всероссийскую творческую мастерскую эстрадного искусства. В 1983 году на фестивале в Карловых Варах супруги Владимир и Елена Данилины получили Гран-при и первую премию за номер «Игрок» (раздел «Манипуляция»); номер «Ширма» был отмечен первой премией (раздел «Сценическая магия»); номер «Одиночество» в исполнении Елены Данилиной в постановке режиссёра В. Данилина — третьей премией (раздел «Иллюзия»).
В 1984 году основал театр «Иллюзион». В 2007 году был набран новый состав театра.
В 1985 году снялся в фильме «Переступить черту», где сыграл самого себя.
В 1988 году окончил Пермский государственный институт культуры по специальности «режиссёр самодеятельного театрального коллектива». В 1991 году получил Гран-при на 18-м Всемирном конгрессе иллюзионистов ФИСМ за номер «Ширма».
В 1990-х годах ездил с гастролями в «горячие точки», среди которых был Афганистан. Содействовал обеспечением жильём детей-сирот и реабилитации бойцов, вернувшихся из Афганистана. Был награждён медалью «Участник войны в Афганистане». Был президентом благотворительной компании «Детство». Помогал издательству «Детство» (Пермь) в издании серии книг «100 шедевров для детей».
В 2003 году за значительный вклад в развитие культуры, укрепление имиджа города Перми как одного из культурных центров России, воспитание молодежи и благотворительную деятельность Данилину присвоено звание Почётного гражданина города Перми.
7—9 июня 2011 года по инициативе В. Данилина в рамках пермского фестиваля «Белые ночи» проходил международный конкурс иллюзионистов «Белая магия».
В 2011 году был избран депутатом Законодательного Собрания Пермского края второго созыва по округу № 2 и членом фракции «Единая Россия».
Помимо депутатской деятельности являлся художественным руководителем и режиссёром своего театра. Владел компанией «Урал-концерт».
Жил в Перми.
В 2011 году Владимир Данилин был назван самым богатым депутатом пермского Заксобрания. Его годовой доход составил 283 642 212 рублей. В 2012 году он заработал почти 490 млн рублей и это был самый высокий заработок среди всех его коллег. По данным «Forbes», доход его семьи в 2015 году составил 660,69 млн руб.
В 2016 году напротив офиса своей компании «Урал-концерт» Владимир Данилин поставил памятник самому себе. В этом же году открыл ресторан-бар-театр «Danilin».
Преподавал в Пермском государственном институте культуры, был профессором кафедры режиссуры театрализованных представлений.
Скоропостижно скончался 30 декабря 2024 года в Перми на 74-м году жизни.

## Личная жизнь
С 1982 по 2007 был женат на Елене Анатольевне Данилиной (род. 10.04.1964), которая являлась его партнёршей по сцене и телеведущей на пермском канале «ВЕТТА». Дети: В браке с Еленой — Денис 1983 года рождения. Вне брака — Любовь 1998 года рождения и Владимир 2002 года рождения, Милана 2015 года рождения.

## Призы и награды
- заслуженный артист РСФСР (20.9.1983)
- народный артист РСФСР (15.5.1990)
- 1975 — Лауреат VI Всероссийского конкурса артистов эстрады
- 1979 — Лауреат Всемирного фестиваля молодежи и студентов в Гаване
- 1983 — Лауреат международного конкурса в Карловых Варах. Гран При и две первые премии. Владимир и его супруга Елена Данилина получили Гран-при и первую премию за номер «Игрок» (раздел «Манипуляция»); номер «Ширма» был отмечен первой премией (раздел «Сценическая магия»); номер «Одиночество» в исполнении Елены Данилиной в постановке режиссёра В. Данилина — третьей премией (раздел «Женская магия»)
- Занесён в галерею трудовой славы и галерею почёта ВДНХ Пермской области
- 1985 — Лауреат премии Ленинского комсомола БАМа
- премия Ленинского комсомола (1986) — за концертные программы 1981—1985 годов
- Награждён памятной медалью «300 лет М. В. Ломоносову»
- Награждён медалью «Участник войны в Афганистане»
- Кавалер ордена Святого князя Александра Невского 1 и 2 степени
- Академик международной академии культуры и искусств
- 1991 — Гран-при на 18-м Всемирном конгрессе иллюзионистов ФИСМ за номер «Ширма»
- 2003 — Почётный гражданин Перми
- Награждён орденом «Слава нации» II степени (серебряная звезда)
- 2009 — Награждён орденом «Звезда мецената»

## Фильмография
| Год  |   | Название             | Роль                       |
| ---- | - | -------------------- | -------------------------- |
| 1957 | ф | «Конец Чирвы-Козыря» | Васько Малоштан            |
| 1958 | ф | «Сашко»              | Юрчик                      |
| 1985 | ф | «Переступить черту»  | Владимир Данилин, фокусник |
| 1990 | ф | «Ералаш» 81 выпуск   | Владимир Данилин, фокусник |